# Бразильский карнавал

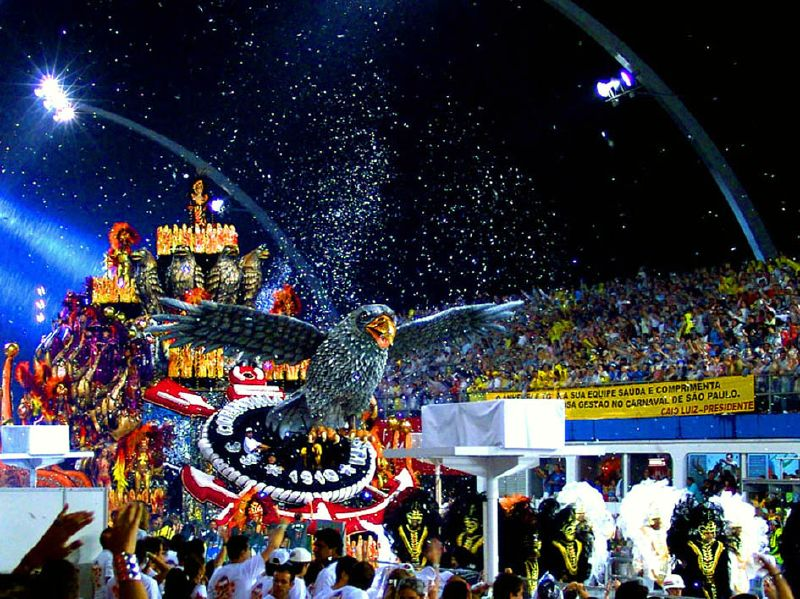
Карнавал в Сан-Паулу

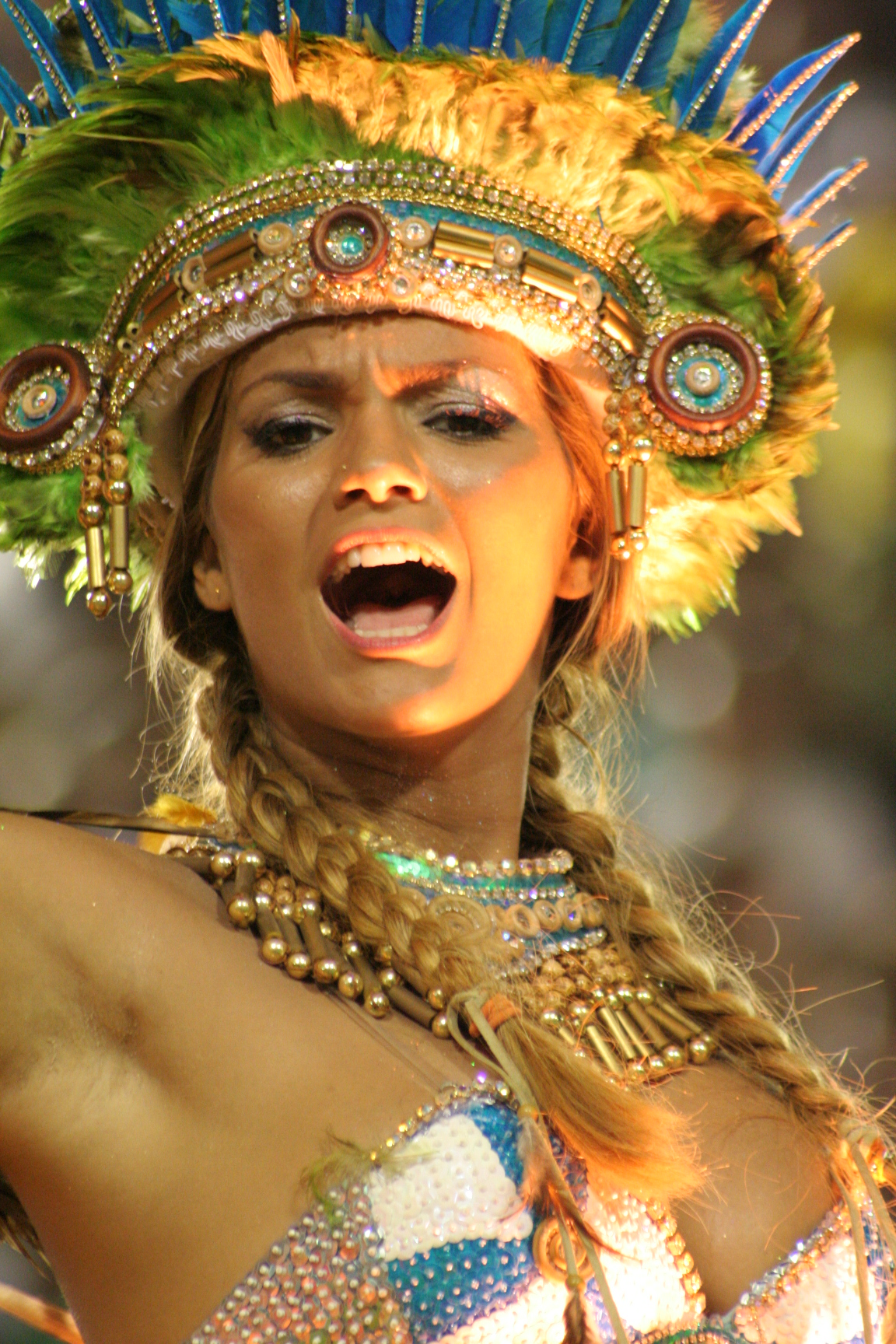
Бразильская певица Келли Кей во время парада школ самбы. Рио-де-Жанейро.

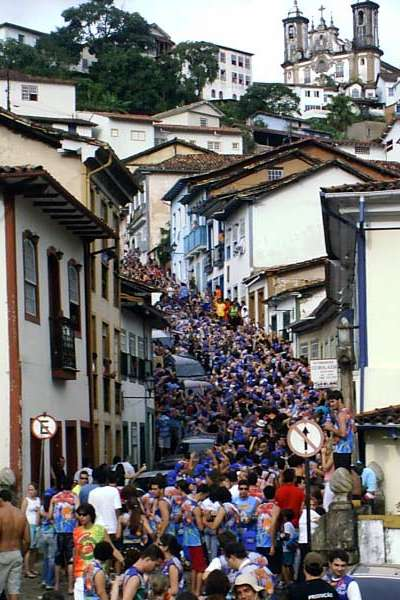
Карнавальный парад в Ору-Прету, штат Минас-Жерайс.

Бразильский карнавал (порт. Carnaval do Brasil) — ежегодный фестиваль в Бразилии, который проводится за сорок дней до Пасхи и отмечает начало Великого поста. В течение Великого поста римо-католики должны воздержаться от всех телесных удовольствий, в частности — от потребления мяса. Карнавал, который, как считается, происходит от языческих сатурналий, может считаться актом прощания с мясными удовольствиями.
Бразильский карнавал является крупнейшим народным праздником страны и имеет некоторые отличия от карнавалов как в Европе, так и в других странах Латинской Америки. Кроме того, существуют региональные вариации карнавала в самой Бразилии. Карнавал в Рио-де-Жанейро, согласно книге рекордов Гиннесса, является крупнейшим карнавалом в мире. В 2011 году в карнавале в Рио участвовали 4.9 млн человек, из которых 400 тыс. были туристами.

## История
Карнавал проводится за сорок дней до Пасхи и знаменует собой окончание подготовительного периода к Великому посту. В течение Великого поста католикам предписывается сосредоточение на молитве и воздержание от телесных удовольствий, от употребления животной пищи, в том числе мяса. Считается что бразильский карнавал берёт начало от португальского аналога масленицы — уличных развлечений, во время которых шалуны обливали друг друга водой, осыпали мукой и сажей, бросались тухлыми яйцами и т.д. Португальская масленица происходила накануне Великого поста по католическому календарю, то есть периодом искупления, что символизировало освобождение — именно оно стало символом и основным содержанием, отражённым в карнавале.
Завезённый в Бразилию в XVII веке португальский карнавал, в XIX веке воспринял влияние карнавалов других европейских стран — Италии и Франции. Именно тогда маски, фантастические костюмы и такие персонажи как Пьеро, Коломбина (Мальвина) и Король Момо (веселый толстяк) пришли на бразильский праздник. В этот же период появляются первые «блоки» (blocos — праздничные группы, выстроенные прямоугольником), «верёвки» (cordoes — праздничные группы, выстроенные верёвочно) и «корсары» (corsos — праздничные группы, стилизованные под пиратов), а также парады украшенных автомобилей. С тех пор праздник набирает силу и достигает практически всех уголков Бразилии. Год за годом становятся богаче танцы и песни, появляются новые напевы и ритмы, как например знаменитые маршики. В 1928 году в Рио-де-Жанейро возникает первая школа танца самбы под названием Deixa Falar (рус. «Дай скажу», «Поговорим»). Созданная танцором самбы Исмаэлем Силвой, она позже переименовывается в Estacio de Sa (рус. «Эштасиу ди Са»), по имени основателя Рио-де-Жанейро. Из Рио традиция карнавальных парадов школ самбы распространяется на другие города и особенно приживается в Сан-Паулу. Однако не исчезает и традиция уличного карнавала, в котором могут участвовать все желающие. Она сохранилась на северо-востоке Бразилии, в основном в городах Ресифе и Олинда, где выделяются «фрево» (frevo) и «маракату» (maracatu).
В Салвадоре используют так называемые «триос елетрикос» (украшенные грузовики с музыкантами), уличные «блоки», такие как «Афоши Фильос ди Ганди» (Afoxe Filhos de Ghandi — группы, стилизованные под приверженцев учения индийского философа Ганди), и негритянские «блоки», такие как «Олодум» (Olodum) и «Илэ Ае» (Ile Aye — дом жизни), которые имеют африканские мифологические корни.